# 江戸荒物
『江戸荒物』（えどあらもの）は、上方落語の演目。
大坂で江戸ものを商う店を開いた男が、でたらめな江戸弁を使っていたところ、本物の江戸っ子が客として訪れたためにパニックになる、という内容。上方落語では珍しく江戸弁などの近畿地方以外の方言が出る噺である。
宇井無愁は本演目に出てくる方言について、「東京落語の『金明竹』や『祇園会』の上方言葉のように、それらしく聞かせる必要のないところに、上方人の方言に対する日常意識を反映している」と記している。

## あらすじ
東京産の瀬戸物が良く売れるというので、隠居に江戸弁を教えてもらった男が、「東京荒物」の看板を掛けて商売を始める。もっとも教えてもらった江戸弁は「おいでなされませ。」とか「おう、阿魔、しばち（火鉢）にし（火）がねえじゃねえか。し（火）をもってきな。」ぐらいですこぶる怪しい。
店に帰って、嫁はんに江戸弁を言っても皆目通じない。あまつさえ、本当の江戸っ子が来て「ベランメー」の口調をまくし立てられ、頭が真っ白になってタダで売ってしまう。
「ホンマの江戸っ子が来るとは思わなかったで、もう江戸弁やめたろかしらん。」と弱気になっているところに田舎出の娘が何かを買いに来る。これまたひどい田舎訛りで訳がわからない。ようよう聞きただしていると縄を買いに来たことがわかる。「何じゃ。縄かいな。あ。縄売りきれてんねやがな。『縄がおまへん』いうのを江戸弁で断ったろ。」と思ったがとっさに浮かんでこない。「大阪で『おまへん』いうの江戸では『ない』言うとったな。せやから『あります』の反対やさかいに、ああ。縄はないます。ないます。」「あれ、今から縄綯うてたら間に合わんがのう。」